# William Duhurst Merrick
William Duhurst Merrick (* 25. Oktober 1793 in Annapolis, Maryland; † 5. Februar 1857 in Washington D.C.) war ein US-amerikanischer Politiker der Whig Party, der den Bundesstaat Maryland im US-Senat vertrat.
Nachdem er seine Schulausbildung abgeschlossen hatte, studierte William Merrick an der Georgetown University in Washington. In der Folge hatte er einige Ämter auf lokaler Ebene inne, ehe er als Soldat im Britisch-Amerikanischen Krieg kämpfte. Zwischen 1825 und 1832 arbeitete er als Nachlassverwalter (Register of wills) im Charles County. Danach studierte er die Rechte, wurde in die Anwaltskammer aufgenommen und praktizierte als Jurist in Port Tobacco.
Merricks politische Laufbahn begann mit der Mitgliedschaft im Abgeordnetenhaus von Maryland zwischen 1832 und 1838. Nach dem Tod von US-Senator Joseph Kent nahm er ab dem 4. Januar 1838 dessen Platz im Kongress in Washington ein; 1839 wurde er wiedergewählt. Während seiner bis zum 3. März 1845 dauernden Amtszeit war Milliam Merrick unter anderem Vorsitzender des Senatsausschusses für den District of Columbia.
Nach seiner Zeit im Senat war Merrick zunächst Delegierter zum Verfassungskonvent des Staates Maryland im Jahr 1850. Im Januar 1856 wurde er erneut ins Abgeordnetenhaus von Maryland gewählt, dem er bis zu seinem Tod im folgenden Jahr angehörte.